# Trichocerca dixonnuttalli
Trichocerca dixonnuttalli är en hjuldjursart som först beskrevs av Jennings 1903.  Trichocerca dixonnuttalli ingår i släktet Trichocerca och familjen Trichocercidae. Inga underarter finns listade i Catalogue of Life.